# Margarete von Braunschweig-Wolfenbüttel
Margarete von Braunschweig-Wolfenbüttel (* 1516 oder 1517; † 28. Oktober 1580 in Stauffenburg) war eine Prinzessin von Braunschweig-Wolfenbüttel und durch Heirat Herzogin von Münsterberg, Oels und Bernstadt.

## Leben
Margarete war die älteste der vier Töchter des Herzogs Heinrich II. von Braunschweig-Wolfenbüttel (1489–1568) aus dessen erster Ehe mit Maria (1496–1541), Tochter des Grafen Heinrich von Württemberg.
Sie heiratete am 8. September 1561 in Oels Herzog Johann von Münsterberg und Oels (1509–1565). Als Wittum erhielt Margarete mit Genehmigung der Stände Schloss und Herrschaft Frankenstein zugesichert. Nach vier Jahren kinderloser Ehe starb Herzog Johann, und Margaretes Stiefsohn Karl Christoph verkaufte Frankenstein. Darüber geriet Margarete mit Karl Christoph und dessen Erben in Streit. Erst am 25. April 1577 wurde durch das Einschreiten Kaiser Rudolfs II. in seiner Eigenschaft als König von Böhmen ein Vergleich erzielt.
Margarete war inzwischen wieder in ihre Heimat zurückgekehrt und lebte am Hof ihres Bruders Julius, der ihr 1569 das Amt und Schloss Stauffenburg zur Verfügung stellte, wo sie sich der Versorgung von Armen, Kranken und Notleidenden widmete und auch starb.